# Old Trafford
Old Trafford is een voetbalstadion in de gelijknamige wijk in Stretford, Greater Manchester in Engeland. Het werd geopend in 1910 en is sindsdien de thuisbasis van Manchester United. In 2024 had het stadion een capaciteit van 74.197 toeschouwers.

## Geschiedenis

### Kampioenwaardig stadion
In 1902 werd de noodlijdende voetbalclub Newton Heath door vijf investeerders van de ondergang gered. Een van hen, John Henry Davies, werd voorzitter en de club werd hernoemd tot Manchester United FC. Een jaar later werden coach/manager Ernest Mangnall en een aantal nieuwe spelers aangetrokken. De club promoveerde in 1906 naar de hoogste divisie en werd twee jaar later kampioen.

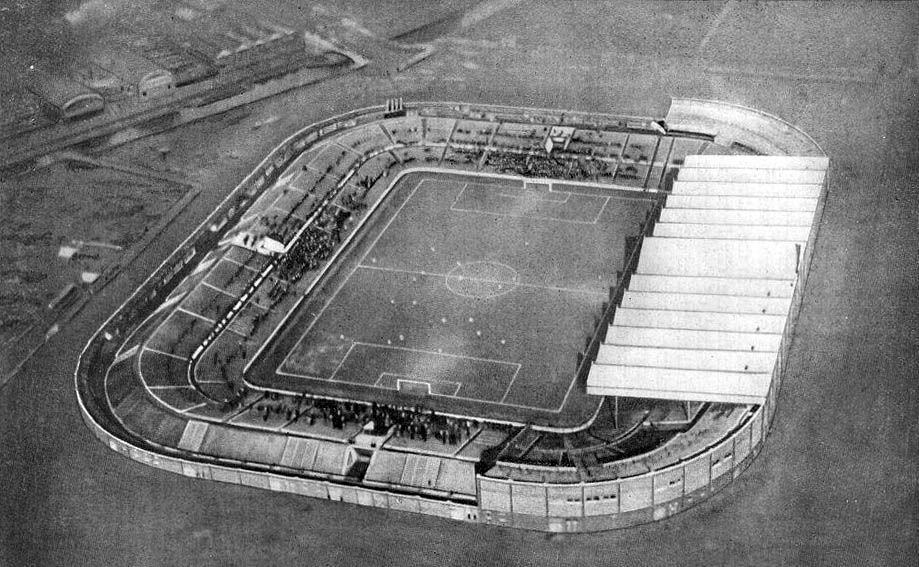
Old Trafford in de 1920er jaren, linksboven het Bridgewaterkanaal

Het oude stadion aan Bank Street was een landskampioen onwaardig en er was te weinig ruimte om het uit te breiden. Op een terrein langs het Bridgewaterkanaal liet Davies, met inbreng van eigen geld, een nieuw stadion bouwen. De tribunes rondom het veld werden aangelegd op een aarden wal. Aan de zuidzijde verrees een overdekte zittribune met daaronder genoeg ruimte voor onder meer de kleedruimten en kantoren van de club.
Architect Archibald Leitch maakte een ontwerp voor 100.000 toeschouwers, maar om kosten te besparen werd de capaciteit beperkt tot 80.000 toeschouwers, het merendeel staanplaatsen. In september 1910 trok de wedstrijd tussen Manchester United en Manchester City 60.000 toeschouwers. In 1939 zag een record aantal van 76.962 toeschouwers, hoe Wolverhampton Wanderers in de halve finale van de FA Cup won van Grimsby Town.
In 1935 kreeg het stadion een eigen spoorwegstation met een eenvoudig houten perron. Het lag pal aan de zuidkant van het stadion, waar de zuidelijke Cheshire spoorweg tussen Liverpool en Manchester liep. Het tussen Station Trafford Park en Station Deansgate gelegen station werd alleen op wedstrijddagen gebruikt. De toeschouwers hoefden maar een korte trap op te lopen en de weg rond het stadion over te steken. In latere jaren was de weg overkluist en lag het station tegen het stadion aan. Op verzoek van de club wordt het station sinds 2018 niet meer gebruikt.

### Verwoestende gebeurtenissen
Tijdens de tweede wereldoorlog werd het stadion door het Britse leger gebruikt als een opslagplek. Bij een Duitse luchtaanval op 11 maart 1941, werd het stadion zwaar beschadigd. Het veld en de hoofdtribune met kleedkamers en kantoren, werden geraakt door bommen die gericht waren op een nabijgelegen industrieterrein. Hierna speelde de club zijn thuiswedstrijden op Maine Road, het stadion van Manchester City, tot de schade hersteld was. Pas in 1949 kon de club terugkeren naar haar eigen stadion. 
Aan de zuidoostelijke buitenkant hangt een plaquette met stilstaande klok die herinneren aan de vliegramp van München. Deze zwartste bladzijde uit de geschiedenis van de club werd geschreven op 6 februari 1958, vier minuten over drie. Het was een dag nadat de Busby Babes zich hadden geplaatst voor de halve finale van de Europacup I. Op de thuisreis maakte het vliegtuig met de ploeg een tussenstop in München. Bij het hervatten van de reis, werd het op volle snelheid zijnde vliegtuig afgeremd door natte sneeuw op de startbaan. Hierdoor kon het toestel niet meer opstijgen en verongelukte het. Acht spelers lieten daarbij het leven.

## Belangrijke wedstrijden
Old Trafford is na het Wembley Stadium, het grootste voetbalstadion van het Verenigd Koninkrijk. Daarom is het regelmatig gastheer voor een van de halve finales en in 1915 de finale van de FA Cup. Ook speelt het Engels nationaal voetbalelftal hier, als Wembley niet beschikbaar is. Het stadion werd daarnaast gebruikt tijdens Voor 2025 werden er 28 voetbalinterlands gespeeld.
| 1  | 17 april 1926     | Engeland – Schotland       | 0 – 1         | British Home Championship | 49.000 |
| 2  | 16 november 1938  | Engeland – Noord-Ierland   | 7 – 0         | British Home Championship | 40.386 |
| 3  | 13 juli 1966      | Hongarije – Portugal       | 1 – 3         | WK 1966 – Groep C         | 29.886 |
| 4  | 16 juli 1966      | Bulgarije – Portugal       | 0 – 3         | WK 1966 – Groep C         | 33.355 |
| 5  | 20 juli 1966      | Bulgarije – Hongarije      | 1 – 3         | WK 1966 – Groep C         | 22.064 |
| 6  | 23 mei 1991       | Argentinië – Sovjet-Unie   | 1 – 1         | Vriendschappelijk         | 23.743 |
| 7  | 9 juni 1996       | Tsjechië – Duitsland       | 0 – 2         | EK 1996 – Groep C         | 37.300 |
| 8  | 16 juni 1996      | Duitsland – Rusland        | 3 – 0         | EK 1996 – Groep C         | 50.760 |
| 9  | 19 juni 1996      | Duitsland – Italië         | 0 – 0         | EK 1996 – Groep C         | 53.740 |
| 10 | 23 juni 1996      | Kroatië – Duitsland        | 1 – 2         | EK 1996 – Kwartfinale     | 43.412 |
| 11 | 26 juni 1996      | Tsjechië – Frankrijk       | 0 – 0 (6 – 5) | EK 1996 – Halve finale    | 43.877 |
| 12 | 24 mei 1997       | Engeland – Zuid-Afrika     | 2 – 1         | Vriendschappelijk         | 52.676 |
| 13 | 6 oktober 2001    | Engeland – Griekenland     | 2 – 2         | Kwalificatie WK 2002      | 66.009 |
| 14 | 10 november 2001  | Engeland – Zweden          | 1 – 1         | Kwalificatie WK 2002      | 64.413 |
| 15 | 10 september 2003 | Engeland – Liechtenstein   | 2 – 0         | Kwalificatie EK 2004      | 64.931 |
| 16 | 16 november 2003  | Engeland – Denemarken      | 2 – 3         | Vriendschappelijk         | 64.159 |
| 17 | 9 oktober 2004    | Engeland – Wales           | 2 – 0         | Kwalificatie WK 2006      | 65.224 |
| 18 | 26 maart 2005     | Engeland – Noord-Ierland   | 4 – 0         | Kwalificatie WK 2006      | 65.239 |
| 19 | 8 oktober 2005    | Engeland – Oostenrijk      | 1 – 0         | Kwalificatie WK 2006      | 64.822 |
| 20 | 12 oktober 2005   | Engeland – Polen           | 2 – 1         | Kwalificatie WK 2006      | 65.467 |
| 21 | 30 mei 2006       | Engeland – Hongarije       | 3 – 1         | Vriendschappelijk         | 56.323 |
| 22 | 3 juni 2006       | Engeland – Jamaica         | 6 – 0         | Vriendschappelijk         | 70.373 |
| 23 | 16 augustus 2006  | Engeland – Griekenland     | 4 – 0         | Vriendschappelijk         | 45.864 |
| 24 | 2 september 2006  | Engeland – Andorra         | 5 – 0         | Kwalificatie EK 2008      | 56.290 |
| 25 | 7 oktober 2006    | Engeland – Macedonië       | 0 – 0         | Kwalificatie EK 2008      | 72.062 |
| 26 | 7 februari 2007   | Engeland – Spanje          | 0 – 1         | Vriendschappelijk         | 58.207 |
| 27 | 18 november 2014  | Argentinië – Portugal      | 0 – 1         | Vriendschappelijk         | 41.233 |
| 28 | 19 juni 2023      | Engeland – Noord-Macedonië | 7 – 0         | Kwalificatie EK 2024      | 70.708 |

### Rugby League
In Old Trafford wordt niet alleen voetbal, maar ook de rugby variant Rugby League gespeeld. Deze variant is minder bekend dan het gebruikelijkere Rugby union football. Ze heeft twee competities: de Super League in Engeland, waaraan ook een ploeg uit Frankrijk deelneemt; en de National Rugby League in Australië, met een ploeg uit Nieuw-Zeeland (en vanaf 2028 ook een uit Papua New Guinea).
De winnaar van de Europese competitie wordt na een play-off-ronde in een strijd tussen de twee beste ploegen bepaald. Die wedstrijd wordt sinds 1998 in Old Trafford gespeeld. De Europese winnaar speelt elk jaar tegen de Australische winnaar in de World Club Challenge, en deze wedstrijd vond in 1989 plaats in het stadion. Het landentournooi om het Wereldkampioenschap rugby league speelde zich in 2020, 2013 en 2021 op Old Trafford af.

## Nieuwbouwplannen
In maart 2025 presenteerde Manchester United een impressie van de architect Norman Foster van een nieuw stadion met 100.000 zitplaatsen. Volgens de plannen wordt het stadion naast Old Trafford gebouwd. Er was overwogen om het oude stadion te renoveren en uit te breiden, maar nieuwbouw kreeg de voorkeur. De kosten worden geschat op 2 miljard pond (zo'n 2,4 miljard euro). Het stadion wordt gezien als onderdeel van een grote herontwikkeling van Manchester-Zuid.
Wembley Stadium (Londen) · White City Stadium (Londen) · Villa Park (Birmingham) · Hillsborough (Sheffield) · Old Trafford (Manchester) · Goodison Park (Liverpool) · Roker Park (Sunderland) · Ayresome Park (Middlesbrough)
American Express Community Stadium  (Brighton & Hove Albion)  ·
Anfield  (Liverpool)  ·
Brentford Community Stadium  (Brentford)  ·
City Ground  (Nottingham Forest)  ·
Craven Cottage  (Fulham)  ·
Dean Court  (Bournemouth)  ·
Emirates Stadium  (Arsenal)  ·
Etihad Stadium  (Manchester City)  ·
Goodison Park  (Everton)  ·
King Power Stadium  (Leicester City)  ·
Molineux Stadium  (Wolverhampton Wanderers)  ·
Old Trafford  (Manchester United)  ·
Olympisch Stadion  (West Ham United)  ·
Portman Road  (Ipswich Town)  ·
St. James' Park  (Newcastle United)  ·
St. Mary's Stadium  (Southampton)  ·
Selhurst Park  (Crystal Palace)  ·
Stamford Bridge  (Chelsea)  ·
Tottenham Hotspur Stadium  (Tottenham Hotspur)  ·
Villa Park  (Aston Villa) 
Ashton Gate  (Bristol City)  ·
bet365 Stadium  (Stoke city)  ·
Bramall Lane  (Sheffield United)  ·
Cardiff City Stadium  (Cardiff City)  ·
Carrow Road  (Norwich City)  ·
Coventry Building Society Arena  (Coventry City)  ·
Deepdale  (Preston North End)  ·
The Den  (Millwall)  ·
Elland Road  (Leeds United)  ·
Ewood Park  (Blackburn Rovers)  ·
Fratton Park  (Portsmouth)  ·
The Hawthorns  (West Bromwich Albion)  ·
Hillsborough  (Sheffield Wednesday)  ·
Home Park  (Plymouth Argyle)  ·
Kassam Stadium  (Oxford United)  ·
Kenilworth Road  (Luton Town)  ·
Loftus Road  (Queens Park Rangers)  ·
MKM Stadium  (Hull City)  ·
Pride Park  (Derby County)  ·
Riverside Stadium  (	Middlesbrough)  ·
Stadium of Light  (Sunderland)  ·
Swansea.com Stadium  (Swansea City)  ·
Turf Moor  (Burnley)  ·
Vicarage Road  (Watford) 
Abbey Stadium  (Cambridge United)  ·
Adams Park  (Wycombe Wanderers)  ·
Bloomfield Road  (Blackpool)  ·
Brisbane Road  (Leyton Orient)  ·
Broadfield Stadium  (Crawley Town)  ·
Broadhall Way  (Stevenage)  ·
DW Stadium  (Wigan Athletic)  ·
Edgeley Park  (Stockport County)  ·
Field Mill  (Mansfield Town)  ·
John Smith's Stadium  (Huddersfield Town)  ·
London Road  (Peterborough United)  ·
Madejski Stadium  (Reading)  ·
Memorial Stadium  (Bristol Rovers)  ·
New Meadow  (Shrewsbury Town)  ·
New York Stadium  (Rotherham United)  ·
Oakwell Stadium  (Barnsley)  ·
Pirelli Stadium  (Burton Albion)  ·
Racecourse Ground  (Wrexham)  ·
Sincil Bank  (Lincoln City)  ·
Sixfields Stadium  (Northampton Town)  ·
St. Andrew's Stadium  (Birmingham City)  ·
St James Park  (Exeter City)  ·
The Valley  (Charlton Athletic)  ·
University of Bolton Stadium  (Bolton Wanderers) 
Bescot Stadium  (Walsall)  ·
Blundell Park  (Grimsby Town)  ·
Brunton Park  (Carlisle United)  ·
Colchester Community Stadium  (Colchester United)  ·
County Ground  (Swindon Town)  ·
Crown Ground  (Accrington Stanley)  ·
Globe Arena  (Morecambe)  ·
Gresty Road  (Crewe Alexandra)  ·
Hayes Lane  (Bromley)  ·
Highbury Stadium  (Fleetwood Town)  ·
Holker Street  (Barrow)  ·
Keepmoat Stadium  (Doncaster Rovers)  ·
Meadow Lane  (Notts County)  ·
Moor Lane  (Salford City)  ·
Plough Lane  (Wimbledon)  ·
Prenton Park  (Tranmere Rovers)  ·
Priestfield Stadium  (Gillingham)  ·
Rodney Parade  (Newport County)  ·
SMH Group Stadium  (Chesterfield)  ·
Stadium MK  (MK Dons)  ·
Vale Park  (Port Vale)  ·
Valley Parade  (Bradford City)  ·
Wetherby Road  (Harrogate Town)  ·
Whaddon Road  (Cheltenham Town) 